# Sayran Nurdanbek
Shayilan Nuerdanbieke (Prefectura autónoma kazaja de Ilí, China, 4 de mayo de 1994) es un artista marcial mixto chino que compite en la división de peso pluma de Ultimate Fighting Championship.

## Primeros años
Procede de la Prefectura autónoma kazaja de Ilí, situada en el norte de Sinkiang, a caballo entre las fronteras de Kazajistán, Rusia y Mongolia. Pertenece a la minoría kazaja, entrenando lucha durante 6 años y ganando el Campeonato de Lucha Clásica de 66KG. Campeonato de Xinjiang y participó en muchas competiciones nacionales. Tras ver a Conor McGregor en la televisión, se inspiró para probar suerte en las MMA.
Dedica su tiempo libre a practicar la dombra, un instrumento musical tradicional de cuerda kazajo.

## Carrera de artes marciales mixtas

### Carrera temprana
Comenzando su carrera profesional en 2016, compiló un récord de 37-9 luchando en la escena regional china.

### Ultimate Fighting Championship
Debutó en la UFC contra Joshua Culibao el 22 de mayo de 2021 en UFC Fight Night: Font vs. Garbrandt. Perdió el combate por decisión unánime.
Se enfrentó a Sean Soriano el 20 de noviembre de 2021 en UFC Fight Night: Vieira vs. Tate. Ganó el combate por decisión unánime.
Se enfrentó a T.J. Brown el 25 de junio de 2022 en UFC on ESPN: Tsarukyan vs. Gamrot. Ganó el combate por decisión unánime.
Se enfrentó a Darrick Minner el 5 de noviembre de 2022 en UFC Fight Night: Rodriguez vs. Lemos. Ganó el combate por TKO en el primer asalto.
Se enfrentó a Steve Garcia el 8 de abril del 2023 en UFC 287. Perdió el combate por TKO en el segundo asalto.
Estaba programado para enfrentar a Hyder Amil el 10 de febrero de 2024 en UFC Fight Night 236, pero fue retirado de la cartelera a mediados de enero por razones no reveladas.
Se enfrentó a Melquizael Costa el 15 de junio de 2024 en UFC on ESPN 58. Perdió la pelea por sumisión en el tercer asalto.

## Récord en artes marciales mixtas
| Resultado | Récord | Oponente               | Método                                     | Evento                                                                | Fecha                    | Ronda | Tiempo | Localización      | Notas                                       |
| --------- | ------ | ---------------------- | ------------------------------------------ | --------------------------------------------------------------------- | ------------------------ | ----- | ------ | ----------------- | ------------------------------------------- |
| Derrota   | 39-12  | Melquizael Costa       | Sumisión (face crank)                      | UFC on ESPN: Perez vs. Taira                                          | 15 de junio de 2024      | 3     | 1:50   | Las Vegas, Nevada |                                             |
| Derrota   | 39-11  | Steve Garcia           | TKO (patada al cuerpo y puñetazos)         | UFC 287                                                               | 8 de abril de 2023       | 2     | 0:36   | Miami, Florida    |                                             |
| Victoria  | 39-10  | Darrick Minner         | TKO (codazos)                              | UFC Fight Night: Rodriguez vs. Lemos                                  | 5 de noviembre de 2022   | 1     | 1:07   | Las Vegas, Nevada |                                             |
| Victoria  | 38-10  | T.J. Brown             | Decisión (unánime)                         | UFC on ESPN: Tsarukyan vs. Gamrot                                     | 25 de junio de 2022      | 3     | 5:00   | Las Vegas, Nevada |                                             |
| Victoria  | 37-10  | Sean Soriano           | Decisión (unánime)                         | UFC Fight Night: Vieira vs. Tate                                      | 20 de noviembre de 2021  | 3     | 5:00   | Las Vegas, Nevada |                                             |
| Derrota   | 36-10  | Joshua Culibao         | Decisión (unánime)                         | UFC Fight Night: Font vs. Garbrandt                                   | 22 de mayo de 2021       | 3     | 5:00   | Las Vegas, Nevada | Regreso al peso pluma.                      |
| Victoria  | 36-9   | Tanzhao Wang           | Sumisión (estrangulamiento por detrás)     | JCK Bounty Challenge Series: 2020 Trials Championship                 | 26 de diciembre de 2020  | 1     | 2:59   | Langfang          |                                             |
| Victoria  | 35-9   | Nuerdebieke Bahetihan  | Decisión (unánime)                         | JCK Bounty Challenge Series: 2020 Trials Elimination Round 1          | 27 de noviembre de 2020  | 3     | 5:00   | Langfang          |                                             |
| Derrota   | 34-9   | Rong Zhu               | KO (puñetazos)                             | WLF W.A.R.S. 47                                                       | 25 de septiembre de 2020 | 1     | 2:05   | Zhengzhou         | Por el Campeonato de Peso Ligero de la WLF. |
| Victoria  | 34-8   | Huwanixi Wusikenbieke  | Sumisión (estrangulamiento del brazo)      | WLF W.A.R.S. 46                                                       | 21 de agosto de 2020     | 1     | 4:03   | Zhengzhou         |                                             |
| Victoria  | 33-8   | Yibugele               | TKO (puñetazos)                            | WLF W.A.R.S. 43                                                       | 22 de mayo de 2020       | 3     | 4:40   | Zhengzhou         | Regreso al peso ligero.                     |
| Victoria  | 32-8   | Alexey Oleinik         | TKO (retiro)                               | WLF W.A.R.S. 41                                                       | 3 de enero de 2020       | 1     | 5:00   | Zhengzhou         |                                             |
| Victoria  | 31-8   | Kikadze Bondo          | Sumisión (estrangulamiento por detrás)     | WLF W.A.R.S. 39                                                       | 18 de octubre de 2019    | 1     | 2:51   | Zhengzhou         | Regreso al peso pluma.                      |
| Victoria  | 30-8   | Wilson Djavan          | Decisión (unánime)                         | ICKF: World Combat Championship                                       | 1 de agosto de 2019      | 3     | 5:00   | Macao             |                                             |
| Derrota   | 29-8   | Alisson Barbosa        | Sumisión (estrangulamiento por triángulo)  | WLF W.A.R.S. 33                                                       | 17 de mayo de 2019       | 2     | 3:39   | Zhengzhou         |                                             |
| Derrota   | 29-7   | Bakhtier Ibragimov     | KO (patada al cuerpo)                      | Kunlun Fight: Elite Fight Night 2                                     | 6 de noviembre de 2018   | 1     | 2:49   | Tongling          | Combate de peso acordado (159 libras).      |
| Victoria  | 29-6   | Yibugele               | KO (puñetazos)                             | Chin Woo Men: 2017-2018 Season: Stage 9                               | 12 de mayo de 2018       | 1     | 0:23   | Cantón            |                                             |
| Victoria  | 28-6   | Syovuzh                | KO (puñetazos)                             | Chin Woo Men: 2017-2018 Season: Stage 8                               | 15 de abril de 2018      | 1     | 1:10   | Cantón            |                                             |
| Derrota   | 27-6   | Ruslan Emilbek         | Sumisión (estrangulamiento por detrás)     | Chin Woo Men: 2017-2018 Season: Stage 6                               | 11 de marzo de 2018      | 3     | 4:45   | Cantón            |                                             |
| Victoria  | 27-5   | Shalawujiang Yeerruer  | TKO (patada al cuerpo y puñetazos)         | Chin Woo Men: 2017-2018 Season: Stage 4                               | 21 de enero de 2018      | 1     | 3:37   | Hefei             |                                             |
| Victoria  | 26-5   | Shaka Shanzis          | Sumisión (barra de brazo)                  | Chinese Kung Fu Championships                                         | 21 de diciembre de 2017  | 1     | 2:15   | Kunming           |                                             |
| Victoria  | 25-5   | Shunya Imai            | TKO (puñetazos)                            | Road FC 44                                                            | 11 de noviembre de 2017  | 1     | 3:38   | Shijiazhuang      | Combate de peso acordado (157 libras).      |
| Victoria  | 24-5   | Zack Shaw              | TKO (puñetazos)                            | Kunlun Fight MMA 15                                                   | 3 de octubre de 2017     | 1     | 1:27   | Alashan           |                                             |
| Derrota   | 23-5   | Yibugele               | Decisión (unánime)                         | Chin Woo Men: 2016-2017 Season: Individuals' Finals                   | 16 de septiembre de 2017 | 4     | 5:00   | Cantón            |                                             |
| Victoria  | 23-4   | Leandro Rodrigues      | TKO (sumisión a puñetazos)                 | Kunlun Fight MMA 14                                                   | 28 de agosto de 2017     | 1     | 3:04   | Qingdao           |                                             |
| Victoria  | 22-4   | Stefan Pijuk           | Decisión (unánime)                         | CKF Macau                                                             | 10 de agosto de 2017     | 3     | 5:00   | Macao             |                                             |
| Victoria  | 21-4   | David Muñoz            | KO (puñetazos)                             | Kunlun Fight MMA 13                                                   | 6 de julio de 2017       | 1     | 0:42   | Qingdao           |                                             |
| Victoria  | 20-4   | Arthit Hanchana        | Decisión (unánime)                         | Chinese MMA Super League: Day 5                                       | 17 de junio de 2017      | 3     | 5:00   | Sanya             | Combate de peso acordado (161 libras).      |
| Victoria  | 19-4   | Junkai Yang            | TKO (puñetazos)                            | Chin Woo Men: 2016-2017 Season: Individuals' Tournament Quarterfinals | 10 de junio de 2017      | 1     | 1:17   | Cantón            |                                             |
| Victoria  | 18-4   | Changzhao Yu           | TKO (puñetazos)                            | Chinese MMA Super League: Finals                                      | 11 de abril de 2017      | 2     | 4:52   | Shanghái          |                                             |
| Victoria  | 17-4   | Yikun Zhao             | Decisión (unánime)                         | Chinese MMA Super League: Semifinals                                  | 10 de abril de 2017      | 3     | 5:00   | Shanghái          |                                             |
| Victoria  | 16-4   | Swapnil                | TKO (puñetazos)                            | CKF Pacific International Fighting Dali: Day 1                        | 27 de marzo de 2017      | 1     | 0:41   | Ciudad de Dali    |                                             |
| Victoria  | 15-4   | Huiyong Yang           | TKO (puñetazos)                            | CKF Fighting League Finals 5: Day 2                                   | 24 de marzo de 2017      | 1     | 4:07   | Beijing           |                                             |
| Victoria  | 14-4   | Xiaofan Wei            | TKO (puñetazos)                            | CKF Fighting League Finals 5: Day 1                                   | 23 de marzo de 2017      | 1     | 2:04   | Beijing           |                                             |
| Derrota   | 13-4   | Brian Tadeo            | Sumisión (estrangulamiento del brazo)      | WLF W.A.R.S. 12                                                       | 11 de marzo de 2017      | 1     | 2:56   | Zhengzhou         | Combate de peso acordado (159 libras).      |
| Derrota   | 13-3   | Missael Silva de Souza | Sumisión (estrangulamiento por detrás)     | Chin Woo Men: 2016-2017 Season: Desperate Part 1                      | 18 de febrero de 2017    | 1     | 2:37   | Cantón            |                                             |
| Victoria  | 13-2   | Renjie Cao             | Sumisión (barra de brazo)                  | Chin Woo Men: 2016-2017 Season: Fierce Battle Part 1                  | 7 de enero de 2017       | 1     | 2:09   | Cantón            |                                             |
| Victoria  | 12-2   | Rodrigo Anraku         | KO (puñetazos)                             | Chinese MMA Super League: Day 4                                       | 1 de enero de 2017       | 1     | 1:02   | Zhongshán         |                                             |
| Victoria  | 11-2   | Zhenyue Huang          | Decisión (mayoritaria)                     | Chinese MMA Super League: Day 5                                       | 15 de octubre de 2016    | 3     | 5:00   | Tianjin           |                                             |
| Victoria  | 10-2   | Tinggui Lang           | Decisión (unánime)                         | Chinese MMA Super League: Day 4                                       | 14 de octubre de 2016    | 3     | 5:00   | Tianjin           |                                             |
| Victoria  | 9-2    | Jiale Li               | TKO (parada de la esquina)                 | Chinese MMA Super League: Day 3                                       | 13 de octubre de 2016    | 1     | 3:57   | Tianjin           |                                             |
| Victoria  | 8-2    | Lei Huang              | TKO (puñetazos)                            | Chinese MMA Super League: Day 1                                       | 11 de octubre de 2016    | 1     | 1:17   | Tianjin           |                                             |
| Victoria  | 7-2    | Temirlan Aysadilov     | Decisión (dividida)                        | Kingway & Beijing Combat                                              | 29 de septiembre de 2016 | 3     | 5:00   | Changping         | Regreso al peso ligero.                     |
| Victoria  | 6-2    | Nuerjiang              | Sumisión (estrangulamiento por guillotina) | Superstar Fight 5                                                     | 23 de septiembre de 2016 | 1     | 2:04   | Beijing           | Debut en el peso wélter.                    |
| Victoria  | 5-2    | Anatoliy               | Sumisión (estrangulamiento del brazo)      | WKG International MMA Tournament 3                                    | 25 de agosto de 2016     | 3     | 2:03   | Harbin            |                                             |
| Derrota   | 4-2    | Tao Zhou               | Sumisión (estrangulamiento por detrás)     | Art of War: Hero List 2                                               | 11 de agosto de 2016     | 1     | 6:08   | Beijing           |                                             |
| Victoria  | 4-1    | Guicheng Liu           | TKO (puñetazos)                            | Art of War: Hero List                                                 | 14 de julio de 2016      | 1     | 2:50   | Beijing           | Debut en el peso pluma.                     |
| Derrota   | 3-1    | Nuerdebieke Bahetihan  | Sumisión (estrangulamiento del hombro)     | Chinese MMA Super League: Day 4                                       | 6 de junio de 2016       | 2     | 3:24   | Jinzhou           | Debut en el peso gallo.                     |
| Victoria  | 3-0    | Mingyang Li            | Sumisión (estrangulamiento por detrás)     | Chinese MMA Super League: Day 3                                       | 5 de junio de 2016       | 1     | 3:56   | Jinzhou           |                                             |
| Victoria  | 2-0    | Yusheng Wang           | Sumisión (estrangulamiento del brazo)      | Chinese MMA Super League: Day 2                                       | 4 de junio de 2016       | 1     | 2:43   | Jinzhou           |                                             |
| Victoria  | 1-0    | Avzalbek Kuranbaev     | Sumisión (estrangulamiento por detrás)     | Bullet Fly FC 6                                                       | 21 de mayo de 2016       | 1     | 2:28   | Beijing           | Debut en el peso ligero.                    |